# Bukoba
Bukoba ist eine Stadt an der Westküste des Victoriasees im Nordwesten von Tansania. Sie ist die Hauptstadt der Region Kagera mit 144.938 Einwohnern (Zählung 2022).
Die 1996 untergegangene Fähre Bukoba war nach der Stadt benannt.

## Lage
Bukoba liegt 1° südlich des Äquators am Ufer des Viktoriasees in einer Höhe von 1134 m über dem Meeresspiegel. Bukoba ist die größte Stadt und der Verwaltungssitz des Regional Commissioners der Region Kagera.

## Einwohnerentwicklung
Die folgende Übersicht zeigt die Einwohnerzahlen nach dem jeweiligen Gebietsstand seit der Volkszählung 1978.
| Jahr | Einwohner |
| ---- | --------- |
| 1978 | 21.547    |
| 1988 | 28.702    |
| 2002 | 59.157    |
| 2012 | 128.796   |
| 2022 | 144.938   |

## Geschichte

### Frühgeschichte und Kolonialzeit
Eine erste Besiedlung auf dem Boden des heutigen Bukobas lässt sich seit dem Beginn der Zeitrechnung nachweisen. In den 1970er Jahren fanden Arbeiter beim Bau eines zusätzlichen Hafens in Bukoba Hochöfen für Eisenschmelze aus dieser Zeit, die mit bis zu 1700 °C betrieben wurden.

Bukoba, vor 1910 als Teil von Deutsch-Ostafrika

Der Name Bukoba leitet sich von den ursprünglichen Einwohnern der Region, dem Volk der Koba ab. Diese vermischten sich mit dem von Norden eindringenden Volk der Haya, die heute die Region besiedeln. Bukoba liegt im Zentrum des historischen Reichs Buhaya, dessen wirtschaftliche Grundlage auf einem relativ intensiven Anbau von Bananen beruhte.
Im Jahr 1890 wählte der schlesische Arzt und vormalige Gouverneur von Äquatoria Emin Pascha nach seinem Übertritt von osmanischen in deutsche Dienste das Fischerdorf Bukoba für die Errichtung einer Station aus. Die deutsche Kolonialverwaltung errichtete ein Fort, in dem die 7. Kompanie der Schutztruppe für Deutsch-Ostafrika stationiert wurde. Bukoba wurde 1906 Sitz der Residentur Bukoba für das Gebiet der Haya. Wichtig für die wirtschaftliche Entwicklung von Bukoba wurde die 1901 bis Kisumu auf der britischen Seite des Viktoriasees vorangetriebene Uganda-Bahn, die nach Mombasa am Indischen Ozean führt.
Im Beobachtungszeitraum zwischen 1897 und 1914 war bei Bukoba eine Wetterstation der Deutschen Seewarte aktiv. 1910 wurde mit dem Bau einer Funkstation zur drahtlosen Telegrafie begonnen, die am 20. März 1911 ihre Arbeit aufnahm. Das Interesse deutscher Siedler und Geschäftsleute blieb aber trotz der guten klimatischen Bedingungen gering. Die Stadt prosperierte durch den Kaffeeanbau und die Anbauer aus dem Volk der Haya galten als eines der wohlhabendsten Völker im kolonialen Tanganjika. Diese Entwicklung setzte sich auch unter britischer Herrschaft fort.

### Seit der Unabhängigkeit
Nach der Unabhängigkeit und mit Verfall des Kaffeepreises sank der ökonomische Einfluss Bukobas. Heute bestimmen hauptsächlich indische Geschäftsleute das wirtschaftliche Geschehen der Stadt.
Bekannt wurde die Stadt auch durch das größte Schiffsunglück in der Geschichte Ostafrikas (und eine der größten Schiffskatastrophen auf Süßwasserseen) als am 21. Mai 1996 die gleichnamige Fähre Bukoba auf der Fahrt von Mwanza nach Bukoba völlig überladen etwa 30 Kilometer nordwestlich von Mwanza kenterte, wobei bis zu tausend Menschen ums Leben kamen. Sie war für 430 Passagiere zugelassen gewesen.
Am 6. November 2022 stürzte ein Passagierflugzeug der regionalen tansanischen Luftfahrtgesellschaft Precision Air auf dem Flug 494 mit 43 Personen an Bord beim Landeanflug auf Bukoba etwa 100 Meter vor dem am Seeufer gelegenen Flughafen ins Wasser. Dabei kamen mindestens 19 Insassen ums Leben.

## Wirtschaft
Bukoba ist nach Mwanza der zweitgrößte Hafen Tansanias am Victoriasee. Es gibt eine Fährverbindung mit Mwanza und Kampala in Uganda und über den kleinen Flughafen Bukoba regelmäßigen Flugverkehr. Zudem gibt es Busverbindungen unter anderem in die Hauptstadt Ugandas Kampala.
Die Stadt ist durch den regionalen Kaffeeanbau geprägt. In der Stadt stehen zwei größere Kaffee-Verarbeitungsbetriebe (TANICA und BUKOP), die die wichtigsten Arbeitgeber der Stadt sind.

## Stadtbild
Bukoba ist dreifacher Bischofssitz: des römisch-katholischen Bistums Bukoba, der Nordwest-Diözese der Evangelisch-Lutherischen Kirche in Tansania und der orthodoxen Diözese von Bukoba.
Die Stadt gilt aufgrund des Klimas als für Touristen angenehme Stadt. Zudem gilt sie durch ihre Verbindungen nach Mwanza, Ruanda und Uganda als wichtiger Kreuzungspunkt für Reisende. Touristische Ziele sind unter anderem die Bunena Church, eine Kirche im neugotischen Stil, die im Jahr 1913 durch die katholische Mission im Süden der Stadt errichtet wurde. Zudem stehen zwischen Lake Hotel und Hafen noch einige Häuser aus der deutschen Kolonialzeit. Darunter befindet sich das ehemalige deutsche Fort (Boma). Insgesamt lohnt sich ein Besuch der Stadt jedoch weniger wegen ihrer touristischen Sehenswürdigkeiten als wegen ihres angenehmen und freundlichen Stadtklimas.
Nahe Bukoba gibt es ebenfalls den einzigen Badestrand, der frei von den Bilharziose-Schnecken ist. Dort besteht somit die Möglichkeit zu baden.

## Sport
Bukoba ist mit dem Team Kagera Sugar FC in der Tansanischen Premier League vertreten. Der gemeinnützige Verein Jambo Bukoba nutzt Sport, um Bildung, Gesundheit und Gleichberechtigung engagiert in Bukoba zu verbessern.

## Söhne und Töchter
- Josiah Kibira (1925–1988), lutherischer Bischof, erster afrikanischer Präsident des Lutherischen Weltbundes
- Claver Kamanya: Sprinter, Teilnehmer bei den Olympischen Sommerspielen 1968 in Mexiko.[5]
- Ahmada Rweyemamu Ngemera, Diplomat
- Wendy Fraser (* 1963), britische Hockeyspielerin
- Jovitus Francis Mwijage (* 1966), römisch-katholischer Geistlicher, Bischof von Bukoba